# Самарський Михайло
Михайло Самарський -   український актор драматичного театру та кіно. Викладач в Київському  національному університеті театру, кіно і телебачення іменi І. К. Карпенка-Карого (кафедра акторського мистецтва та режисури драми).

## Біографія
Народився 15.02.1994 року у Донецькій області, місто Торез. У 2017 році закінчив КНУТКіТ ім. І. К. Карпенко-Карого, спеціальність "актор драматичного театру та кіно" (майстерня Л. Остропольського).
У 2023 році одружився з акторкою серіалів «Слід», «Одна Родина» і «Друге Життя Анни» Анною Волошиною.
У 2023 році розлучився.
Грав в Київському Театрі ім. Лесі Українки
Знявся у понад 20 фільмах та серіалах.

## Вибрана фільмографія
- Тримайся братику (2025) серіал
- Встигнути до 30 другий сезон  (2025) серіал
- Ключі від правди (2024) серіал
- Альф (2024) серіал
- Дрон (2024) серіал
- Коп з минулого 4 (2024) серіал
- Слід (2022), серіал[4][5] Головна роль
- Материнське серце (2021), серіал
- Дерев'яний гребінець (2021), серіал
- Юрчишини 2 (2021), серіал
- Без тебе (2021), серіал
- Сидорéнки-Сидóренки. Ремонт стосунків (2020), серіал
- Ф.І.Л.І.Н (2020), серіал
- Пристрасті по Зінаїді (2019), серіал
- Гіркий присмак (2019), фільм
- Артистка (2017), серіал
- Я буду кохати довіку (2017), серіал
- Вікно життя (2016), серіал